# رئيس السلطة الوطنية الفلسطينية
رئيس السلطة الوطنية الفلسطينية هو أعلى شخصية سياسية منصبا داخل السلطة الوطنية الفلسطينية. أنشأ المنصب إثر اتفاقية أوسلو وإنشاء السلطة الفلسطينية. يتم انتخابه عن طريق اقتراع مباشر من قبل الشعب لولاية مدتها أربع سنوات.

## مهام رئيس السلطة الفلسطينية
- رئيس القوات المسلحة.
- يرسل ويستقبل السفراء.
- يعين رئيس الوزراء.
- يستطيع أن يمنح عفو خاص أو يخفف من الأحكام ولكن لا يحق له إصدار عفو عام.
- يمكن أن ينقض الميزانية العامة خلال 30 يوما من التصويت عليها ويشترط موافقة ثلثي السلطة التشريعية.
- لا يحق له حل السلطة التشريعية والدعوة إلى انتخابات مبكرة.

## شغور المنصب
يعتبر المنصب شاغرا في حالة وفاة رئيس السلطة أو في حالة الاستقالة وقبولها من قبل ثلثي المجلس التشريعي أو في حالة اعتباره غير قادر على أداء مهامه وذلك من خلال قرار من المحكمة العليا وموافقة ثلثي المجلس التشريعي.
في حالة شغور رئاسة السلطة يقوم رئيس المجلس التشريعي الفلسطيني بأداء وظائف ومهام رئيس السلطة لفترة لا تتجاوز 60 يوما يجب خلالها إجراء انتخابات حرة ومباشرة لاختيار رئيس جديد.
في 27 نوفمبر 2024 أقر الرئيس محمود عباس إعلانا دستوريا يقضي بتولي رئيس المجلس الوطني روحي فتوح  مهام رئيس السلطة الفلسطينية في حال شغور المنصب لمدة لا تزيد على 90 يوماً تجري خلالها انتخابات رئاسية حرة، وفي حال تعذر إجراء الانتخابات خلال تلك المدة لقوة قاهرة، تمدد بقرار من المجلس المركزي الفلسطيني لفترة أخرى، ولمرة واحدة فقط.

## قائمة رؤساء السلطة
| N° | الصورة | الاسم                                       | بداية العهدة   | نهاية العهدة   | الانتماء السياسي |
| -- | ------ | ------------------------------------------- | -------------- | -------------- | ---------------- |
| 1  |        | ياسر عرفات (24 أغسطس 1929 - 11 نوفمبر 2004) | 20 يناير 1996  | 11 نوفمبر 2004 | حركة فتح         |
| -  |        | روحي فتوح (مؤقت) (ولد في 23 أغسطس 1949)     | 11 نوفمبر 2004 | 15 يناير 2005  | حركة فتح         |
| 2  |        | محمود عباس (ولد في 26 مارس 1935)            | 15 يناير 2005  | الآن           | حركة فتح         |

## وصلات خارجية
- إذا استقال عباس فهل يخلفه دويك؟، الجزيرة نت، 28 نوفمبر 2009